# Roger Motz
Roger Jean Henri Motz (Schaerbeek, 8 luglio 1904 – Bruxelles, 27 marzo 1964) è stato un politico belga.
Motz si formò come ingegnere minerario e lavorò come gestore di imprese, per poi impegnarsi in politica. Prima esercitò il mandato di consigliere comunale a Bruxelles e poi fu eletto deputato per la circoscrizione elettorale della capitale alla Camera Bassa del parlamento belga, quindi, dal 1946, divenne senatore.
Dal 1945 fino al 1953 fu presidente del Partito Liberale, incarico che svolse ancora una volta del 1958 fino al 1961, nel periodo precedente la trasformazione del Partito Liberale in Partito della Libertà e del Progresso. Dal 1952 fino al 1958 fu Presidente dell'Internazionale Liberale. Dal 24 gennaio e il 26 giugno del 1958 fu ministro degli affari economici all'interno del IV governo Van Acker. Nello stesso anno, dopo la fine di questa breve esperienza di governo, ottenne il titolo onorifico di ministro di Stato a vita. Ricoprì anche il ruolo di Presidente della Lega Belga per la Cooperazione Europea.
Massone, fu membro della loggia "Les Vrais Amis de l'Union et du Progrès Réunis" di Bruxelles, del Grande Oriente del Belgio.